# Moudachirou Amadou
Moudachirou Amadou est un ancien footballeur international béninois né le 11 décembre 1971 à Cotonou. Il joue tout au long de sa carrière au poste de défenseur.

## Biographie
Amadou Moudachirou commence sa carrière avec l'équipe de L1 béninoise de l'AS Dragons de l'Ouémé au début des années 1990. 
Il joue ensuite France lors de la saison 1992/1993, puis en Allemagne pendant plus de 20 ans. Il évolue au niveau professionnel avec les clubs de l'Energie Cottbus, du Karlsruher SC, de Hanovre 96, et enfin du FC Sankt Pauli. Avec l'équipe de Sankt Pauli, il joue 21 matchs en Bundesliga, sans inscrire de but.
Amadou Moudachirou est également sélectionné en équipe du Bénin, où il officie comme capitaine. 
Il joue un total de 14 matchs en équipe du Bénin entre 1996 et 2003, sans inscrire de but. Il dispute son premier match le 6 octobre 1996, contre le Mali. Ce match perdu 1-2 rentre dans le cadre des éliminatoires de la Coupe d'Afrique des nations 1998. Il reçoit sa dernière sélection le 8 juin 2003, contre le Soudan, lors des éliminatoires de la CAN 2004 (victoire 3-0).

## Palmarès
- Vainqueur de la Coupe du Bénin en 1990 avec l'AS Dragons de l'Ouémé